# Opzetkaakje
Een opzetkaakje (ook opzetkoekje) was een vrij klein kaakje voor kinderen in de vorm van verschillende figuurtjes en ringetjes. 
De figuurtjes hadden onderaan een nopje dat in het gat van een ringetje (eveneens een kaakje) kon worden gestoken, waardoor ze rechtop konden worden gezet.
Met opzetkaakjes kon, voordat ze opgegeten werden, gespeeld worden. Heel bekend waren opzetkaakjes met boerderijfiguurtjes (huis, boom, varken, kip enz.).

## In populaire cultuur
- Ter gelegenheid van het wereldkampioenschap voetbal 1994 introduceerde Bolletje opzetkaakjes met voetballers.[1]